# Gislövs kyrka
Gislövs kyrka är en kyrkobyggnad i Gislöv på Söderslätt i Skåne. Den tillhör Dalköpinge församling i Lunds stift.

## Kyrkobyggnaden
Gislövs kyrka härstammar från tidig medeltid. Kor och långhus med rundbågefris längs takfoten tillkom på 1200-talet. De fick valv på 1400-talet och på 1500-talet dekorerades väggar och takvalv med kalkmålningar. Tornet byggdes i etapper mellan 1760 och 1824.

## Interiör
- Ett krucifix är bevarat från 1400-talet.
- Predikstolen och altartavlan är från 1600-talet.

### Orgel
- 1864 byggde Johan Nikolaus Söderling, Göteborg en orgel med 13 stämmor.
- Den nuvarande orgeln byggdes 1972 av A. Mårtenssons Orgelfabrik AB, Lund och är en mekanisk orgel.

| Huvudverk I   | Svällverk II      | Pedal        | Koppel |
| Gedackt 8'    | Dulcianflöjt 8´   | Subbas 16´   | I/P    |
| Principal 4'  | Rörflöjt 4'       | Nachthorn 4' | II/P   |
| Waldflöjt 2'  | Principal 2'      |              | II/I   |
| Mixtur 3 chor | Sifflöjt 1 1/3'   |              |        |
|               | Crescendosvällare |              |        |